# Cerkiew św. Michała Archanioła w Parkanach (1826–1960)
Cerkiew św. Michała Archanioła – prawosławna cerkiew w Parkanach, wzniesiona w latach 1815–1826, rozbudowana w 1915 i zniszczona w 1960.

## Historia
Budowę pierwszej murowanej cerkwi w Parkanach rozpoczęto w 1792, jednak nie dokończono jej, gdyż mieszkańcy wsi masowo przenosili się do Tyraspola. Do projektu wzniesienia świątyni powrócono, gdy do miejscowości sprowadzono osadników-przesiedleńców bułgarskich. Zgoda na budowę cerkwi została wydana w 1805, jednak jeszcze w 1811 we wsi funkcjonował jedynie dom modlitewny. W 1816 mieszkańcy postanowili zbudować świątynię własnym kosztem. Głównym fundatorem obiektu sakralnego został Samojło Czumaczenko. W 1820 z powodu niedostatku środków na kontynuowanie prac budowa została przerwana. Ostatecznie cerkiew ukończono w 1829, dzięki pomocy finansowej państwa, zaś nabożeństwa odbywały się w niej od 1826. 
W 1912 pierwsza cerkiew w Parkanach była już za mała na potrzeby wsi, a mimo remontów była w złym stanie technicznym. W 1914 parafia otrzymała zgodę arcybiskupa chersońskiego i odeskiego Nazariusza na budowę nowego obiektu sakralnego, co też zrealizowano w roku następnym. Budowę finansowali i prowadzili sami mieszkańcy wsi. Ze starszej cerkwi pozostawiono pomieszczenie ołtarzowe. Pozostałą część świątyni wzorowano na soborze Przemienienia Pańskiego w Benderach. 
Cerkiew pozostała początkowo czynna po rewolucji październikowej. Zamknięto ją i zaadaptowano na klub podczas kampanii kolektywizacji rolnictwa. Świątynię ponownie otwarto w 1941, po wkroczeniu wojsk rumuńskich. Pozostała czynna do 1960, kiedy władze radzieckie zdecydowały o jej zniszczeniu. Cerkiew została wysadzona w powietrze. 
Na miejscu zburzonej cerkwi po upadku ZSRR wzniesiono nową świątynię. Nosi ona, podobnie jak poprzedniczka, wezwanie św. Michała Archanioła i funkcjonuje w strukturze dekanatu słobodziejskiego eparchii tyraspolskiej i dubosarskiej Mołdawskiego Kościoła Prawosławnego.